# Back to Budokan
Back to Budokan es el décimo álbum en vivo publicado por la banda de rock estadounidense Mr. Big en 2009. Contiene una presentación de la banda en Tokio, Japón, llevada a cabo el 20 de junio de 2009.

## Lista de canciones

### Disco uno
1. "Daddy, Brother, Lover, Little Boy (The Electric Drill Song)" - 4:48
2. "Take Cover" - 4:46
3. "Green-Tinted Sixties Mind" - 3:53
4. "Alive and Kickin'" - 5:39
5. "Next Time Around" - 4:31
6. "Hold Your Head Up" - 5:37
7. "Just Take My Heart" - 4:46
8. "Temperamental" - 5:56
9. "It's for You ~ Mars" - 3:43
10. "Pat Torpey Drum Solo" - 5:04
11. "Price You Gotta Pay" - 5:28
12. "Stay Together" - 3:39
13. "Wild World" - 4:18
14. "Goin' Where the Wind Blows" - 5:14
15. "Take a Walk" - 4:29

### Disco dos
1. "Paul Gilbert Guitar Solo" - 3:46
2. "Paul Gilbert and Billy Sheehan Duo" - 3:09
3. "Double Human Capo" - 1:08
4. "The Whole World's Gonna Know" - 4:02
5. "Promise Her the Moon" - 4:16
6. "Rock & Roll Over" - 4:13
7. "Billy Sheehan Bass Solo" - 6:04
8. "Addicted To That Rush" - 9:04
9. "Introducing The Band" - 2:00
10. "To Be with You" - 3:58
11. "Colorado Bulldog" - 4:49
12. "Smoke on the Water" - 6:32
13. "I Love You Japan" - 1:55
14. "Baba O'Riley" - 6:05
15. "Shyboy" - 5:12
16. "Next Time Around [Studio Version]" - 3:38
17. "Hold Your Head Up [Studio Version]" - 4:36
18. "To Be with You [Acoustic Version]" - 3:50

## Personal
- Eric Martin – voz
- Paul Gilbert – guitarra, coros
- Billy Sheehan – bajo, coros
- Pat Torpey – batería, percusión, coros